# Personal Communications Service
Personal Communications Service (PCS) は、アメリカ合衆国とカナダでデジタル携帯電話サービスに用いられている1900MHzの周波数帯である。

## 概要
上り帯域はPHSやDECTの、下り帯域はIMT-2000の2GHz帯の上り帯域の周波数にほぼ等しい。北米における携帯電話用周波数は、2006年に、AWS1(上り1700MHz/下り2100MHz)が携帯電話用に割り当てられるまでは、長らく、PCSバンドとセルラーバンドおよび、ほぼネクステル専用であったSMRのみが、携帯電話用の周波数であった。歴史的な経緯から、アナログ携帯電話のAMPSは、セルラーバンドのみのサービスであった。

### 米国での歴史
1993年、連邦通信委員会(FCC)とカナダ産業省(Industry Canada)は、元々の携帯電話用の周波数帯であるセルラーバンドの824 - 849 MHz(上り)、869 - 894MHz(下り)が過密になってきたことから、新たに1850 - 1910 MHz(上り)、1930 - 1990MHz(下り)の帯域を携帯電話用に割り当てた。
この新たに設けられたPCSバンドのライセンスは、1994年から、数次に渡って、FCCによってオークション形式で、事業者に落札された。
北米向けデュアルバンドGSM端末はセルラーバンドとPCSバンドの両方を使用することができたが、それはアジアやヨーロッパで使用されている元々GSMで定義されている周波数との互換性はなかった。しかし、アメリカのGSMオペレーターが提供する携帯電話機の一部は、GSM定義の周波数にも対応しており（使える周波数帯の数から「3バンド(tri-band)」「4バンド(quad-band)」とも呼ばれる）、北米とアジア・EU圏の両方で使うことができる。PCSバンドのGSMは、"GSM-1900"と呼ぶことがある。
PCSネットワークに対応した最初の会社はスプリントのボルチモア-ワシントン大都市圏のGSM-1900ネットワークであった。スプリントはその後程なくして、通信方式をCDMA方式に変え、GSMネットワークはOmnipointに売却された。この頃には、PCSはアメリカの大部分の地域で使用されるようになっていた。Sprint PCS(現在のスプリント)とボイスストリーム（現在のT-Mobile US）は、比較的早い段階で、全国規模のデジタル携帯電話ネットワークをPCSバンドで構築しサービスを開始した。今日でも、この周波数は、2G、3Gおよび4Gの携帯電話サービスに使用されている。
CDMAネットワークではBand Class 1、UMTS/LTEネットワークではband 2(拡張されたされたGブロックを含めた帯域については、band 25)。

### 米国での現状
2004年のネクステルのSMRの移動・圧縮を伴う800MHz帯の再編にともない、ネクステルには、1910MHz-1915MHz(上り)、1990MHz-1995MHz（下り）が代償として、ほぼ全国的に割り当てられた。この領域は、1990年代に割り当てられた既存のA-Fブロックに隣接しているので、Gブロックと呼ばれている。Gブロックは、ネクステルを吸収合併したスプリント・ネクステルの2012年からのLTE(band 25)展開に使用された。
2013年9月13日に、FCCは、このGブロックの隣の帯域をHブロック(上り、下り、それぞれ5MHz)として、2014年1月14日にオークション96を行うと発表した。
現在、スプリントのLTEの展開は、主に、Gブロックで行われているが、これは、5MHz x 5MHzで、容量及び速度の点で、競合他社に対してハンディキャップがあるが、Hブロックを獲得すると、GとHを合わせて、10MHz x 10MHzでの展開が可能になるので、スプリントは、Hブロック・オークションのもっとも確実な入札者と予想されていた。しかし、2013年11月に、Sprint CFOが、投資家向け会合にて、明らかにしたところでは、Sprintは、他の手段による帯域確保を考慮して、2014年1月に予定されているHブロックのオークションには、参加しないという決定をしたとのことである。